# Homolophus trinkleri
Homolophus trinkleri is een hooiwagen uit de familie echte hooiwagens (Phalangiidae).